# Nietta Aprà
Nietta Aprà (Milano, 1905 – Cinzano, 1990) è stata una storica dell'arte, scrittrice e saggista italiana.

## Biografia
Ha trascorso gran parte della sua vita tra Milano dove lavorava per il museo del Castello Sforzesco e il basso Monferrato: Sciolze e Cinzano erano i luoghi d'origine della sua famiglia.
È stata tra le prime storiche dell'arte italiane ad occuparsi di storia del mobile e in generale delle arti decorative minori.
Tra le sue opere vanno ricordati i volumi sugli stili del mobile pubblicati da De Agostini e poi tradotti sia in francese che in inglese.
I suoi diari, attualmente inediti, scritti con grande sensibilità raccontano con mirabile attenzione e poesia i luoghi della sua vita. Da essi la regista Gabriella Romano ha tratto il film Pazza d'azzurro (GB 1996).
È stata la fondatrice della biblioteca comunale di Sciolze da lei dedicata al padre Angelo Aprà e della biblioteca comunale di Cinzano che dopo la sua morte, trasferita nella nuova sede di Piazza del Podio, ha assunto la denominazione di Biblioteca Comunale Niettà Aprà.
La biblioteca a lei dedicata, sotto la guida del suo allievo Davide Alaimo, è diventata, compatibilmente con le risorse del piccolo centro abitato, un polo culturale per lo studio della storia delle arti e dell'architettura locale.

## Opere
- Tormento di Modigliani, Bietti, Milano, 1945.
- Ambrogio da Fossano detto il Bergognone, Gorlich, 1945.
- Il mirabile occhio di Monet, Bietti, Milano, 1947
- Federico Boccardo, Ist. Edit. Italiano, 1950.
- I fiori nell'arte, Martello, Milano, 1954.
- Pittura francese del settecento, Milano, Ricordi, 1961.
- Cos'è questo stile? Martello, Milano, 1962.
- Dizionario enciclopedico dell'antiquariato, Milano, Mursia 1969.
- Il mobile Luigi XIV - Luigi XV - Luigi XVI,  Novara, De Agostini, 1970.
- Il mobile impero, De Agostini, 1970.
- Il mobile barocco e barocchetto italiano, De Agostini, 1971.
- Empire Style 1804 – 1815, Orbis Publishing, London, England, 1972.
- Le Mobilier Empire, Grange, Batelière, Paris 1973
- Dalsani (Giorgio Ansaldi) caricaturista (1844-1922) in Studi Piemontesi, Novembre 1973 Vol II fasc.2.
- Sciolze dei miei tempi, Sciolze, 1989.